# ザ・フローズン・ティアーズ・オブ・エンジェルズ
『ザ・フローズン・ティアーズ・オブ・エンジェルズ』(The Frozen Tears of Angels)は2010年に発売のイタリアのパワーメタルバンド、ラプソディー・オブ・ファイアの7thアルバム。

## 解説
「ダーク・シークレット・サーガ」の第三章。

## 収録曲
1. ダーク・フローズン・ワールド - Dark Frozen World
2. シー・オブ・フェイト - Sea of Fate
3. クリスタル・ムーンライト - Crystal Moonlight
4. レイン・オブ・テラー - Reign of Terror
5. 不滅の炎 - Danza Di Fuoco E Ghiaccio
6. レイジング・スターファイア - Raging Starfire
7. ロスト・イン・コールド・ドリームズ - Lost in Cold Dreams
8. オン・ザ・ウェイ・トゥ・アイノール - On The Way to Ainor
9. ザ・フローズン・ティアーズ・オブ・エンジェルズ - The Frozen Tears of Angels
10. ラビリンス・オブ・マッドネス - Labyrinth of Madness ※
11. シー・オブ・フェイト（オーケストラ・ヴァージョン） - Sea of Fate (Orchestral Version) ※
12. イモータル・ニュー・レイン - Immortal New Reign ※

※日本盤ボーナス・トラック
※海外限定盤
1. Labyrinth of Madness
2. Sea of Fate (Orchestral Version)

## メンバー
- Fabio Lione - vocals
- Luca Turilli - guitars
- Alex Staropoli - keyboards
- Patrice Guers - bass
- Alex Holzwarth - drums